# Getty (Unix)
gettyは、"get teletype"の省略形であり、ホストコンピュータ上で仮想端末(TTY)を制御するためのUnix系システムのプログラムである。
gettyはユーザーからの接続を受けるとユーザー認証のためにユーザー名の入力要求とloginプログラムの起動を行う。
gettyは大抵の場合initによって起動される。
伝統的なUnixシステムではgettyはホストコンピュータに接続されたシリアル端末(大抵の場合はテレタイプ端末)制御を行っていた。
ttyという名前はテレタイプ端末を表していたが、やがてそれ以外のテキスト端末をも表すようになった。gettyプロセスはそれ1つで端末1つの制御を行う。
システムによってはgettyは他のプログラムで置き換えられており、たとえばSolarisではttymonが使用される。
PC-UNIXでは、たとえリモートログインサービスを提供していない場合にも、ローカルの仮想端末にログインするためにgettyを使用する事がある。
また管理者によってはgettyに対し、loginの代わりに他のプログラムを起動するように設定する事もある。
たとえばダイヤルアップ接続を使用したインターネット接続のためにPPPデーモンを起動するような場合である。